# Toiset tytöt
Pour plus de détails, voir Fiche technique et Distribution.
Toiset tytöt (littéralement « les autres filles ») est un film finlandais réalisé par Esa Illi, sorti en 2015. Le film s'inspire des vlogs provocateurs de quatre vidéastes sortis en 2011.

## Synopsis
L'histoire Jessica, Jenny, Taru et Aino, quatre jeunes filles de 18 ans.

## Fiche technique
- Titre : Toiset tytöt
- Réalisation : Esa Illi
- Scénario : Esa Illi d'après les vlogs de Karoliina Pulkkinen, Pieta Päällysaho, Iitu Salo et Emilia Vesterinen
- Photographie : Henri Blomberg
- Montage : Samu Heikkilä
- Production : Matti Halonen et Leila Lyytikäinen
- Société de production : Fisher King Production
- Pays de production :  Finlande
- Genre : Drame
- Durée : 90 minutes
- Date de sortie : 
  - Finlande : 13 mars 2015

## Distribution
- Ida Vakkuri : Jessica
- Bahar Tokat : Aino
- Misa Lommi : Taru
- Sara Soulié : Jenny
- Anssi Niemi : Tapio
- Elias Salonen : Rami
- Arnas Danusas : Lucas Kiss
- Max Ovaska : Max
- Jonna Järnefelt : Hanna

## Distinctions
Le film a été nommé pour quatre Jussis.